# Oğuz Tansel

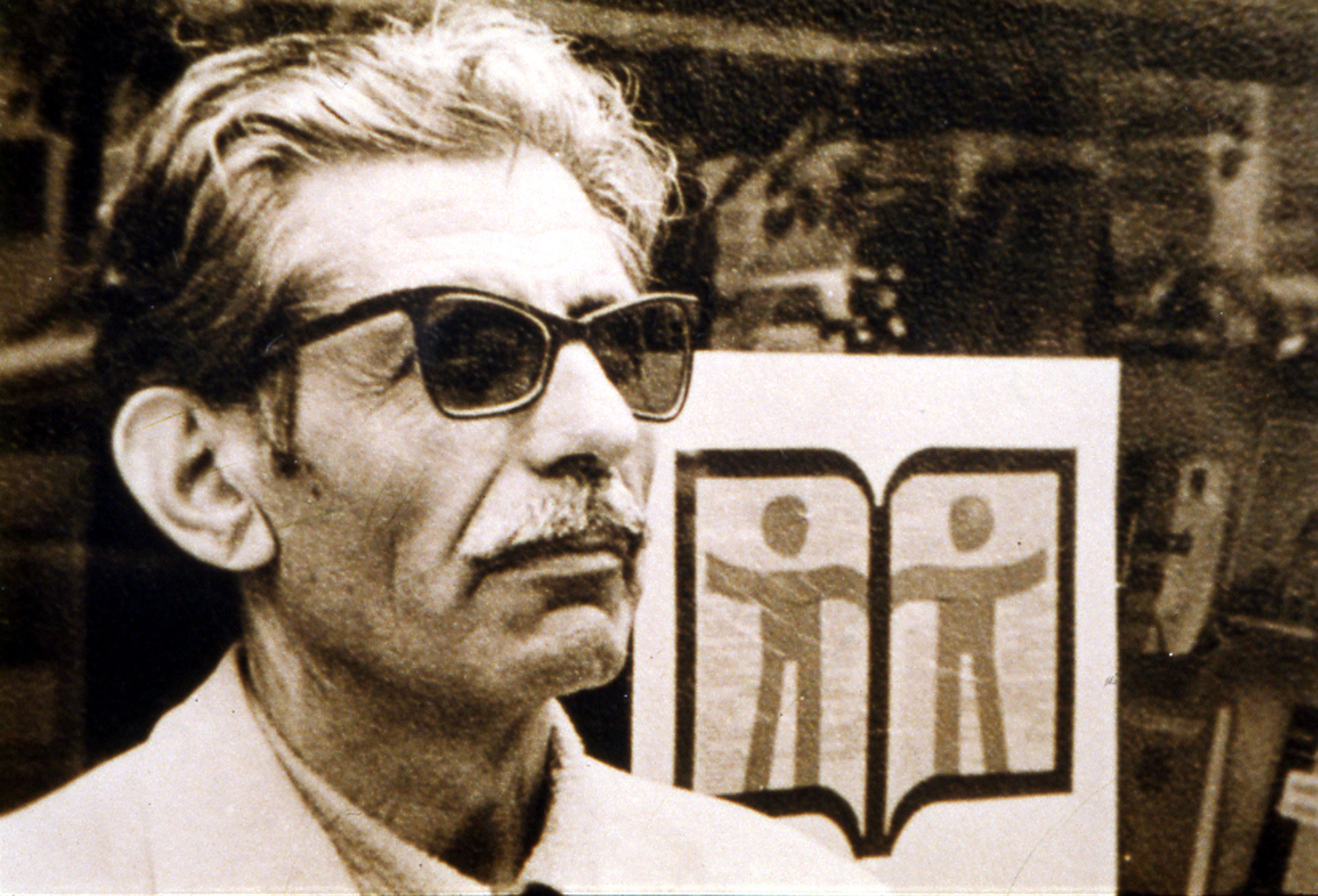
Oğuz Tansel vor der Buchhandlung Hitit Kitabevi in der Sakarya-Straße in Ankara, anlässlich des Kindesjahres 1979.

Oğuz Tansel (* 1915 in Meyre/Bozkır/Konya in Mittelanatolien; † 30. Oktober 1994 in Ankara) ist ein türkischer Märchensammler und Dichter.

## Leben

### Ausbildung
Der türkische Märchensammler und Dichter wurde in dem hoch gelegenen Dorf Meyre an den nördlichen Abhängen des Taurusgebirges geboren. Die Grundschule besuchte er in Bozkır/Konya, die Mittelschule in Istanbul. Die erste Klasse des Gymnasiums absolvierte er in Konya. Dort war der später international bekannt gewordene Volkskundler Pertev Naili Boratav sein Lehrer, der sein volkskundliches Interesse weckte. Auch der Literaturwissenschaftler und Mystiker Abdülbaki Gölpınarlı unterrichtete ihn. Tansel kehrte dann nach Istanbul zurück und beendete seine gymnasiale Ausbildung in Pertevniyal Lisesi. Hier war er Schüler des Literaten Nurullah Ataç und des Dichters Sabahattin Eyüboğlu. Sein Studium an der Philosophischen Fakultät der Universität Istanbul (1935–1939) gab ihm die Möglichkeit, bedeutende Turkologen wie Kilisli Rıfat, Reşit Rahmeti Arat, Ragıp Hulusi Özden, den Deutschen Helmuth Ritter und Ali Nihat Tarlan kennenzulernen und sich von ihnen ausbilden zu lassen.
Unter seinen Kommilitonen befanden sich die berühmten Literaten Behçet Necatigil, Cahit Külebi, Zeki Ömer Defne, Ahmet Ateş und Fikret Ateş. Auch Kalbiye Tansel, seine Ehefrau, war seine Kommilitonin. Sie arbeitete lange Zeit als Türkisch- und Literaturlehrerin in Konya.

### Beruf
Tansel leistete seinen Militärdienst im Jahre 1941 in Orkof/Ağrı/Ostanatolien. Danach trat er seinen Lehrerberuf in Çiftçiler Köy Enstitüsü an; später wurde er nach Amasya versetzt. Hier suchte er in den Dörfern nach Märchenerzählern. Im Dorf Ziyere lernte er die alte Frau Emine Nine (Ziyereli Emine Nine = Emine Uyaroğlu) kennen, die zu ihm nach Hause kam. Er kochte Tee im Samowar und inszenierte so ein Erzählmilieu. Ziyereli Emine Nine rauchte viel während des Erzählens. Tansel zeichnete die Erzählungen in arabischer Schrift auf. Außer dieser „Märchentante“ lernte Tansel am gleichen Ort auch einen Märchenonkel kennen – Menşur Dülger, der das türkische Volksinstrument saz spielte und zahlreiche Volkserzählungen zu erzählen wusste.
Von Amasya aus ging Tansel nach Konya, wo er an einer Mittelschule seinen Lehrerberuf weitertrieb. Er war ein sehr geachteter Lehrer und nahm an den Sammelreisen von Pertev Naili Boratav teil. In Konya organisierte er künstlerische Veranstaltungen. Zugleich war es eine schwere Zeit in seinem Leben, weil er wegen seiner sozialistischen Weltanschauung politisch unerwünscht war.

### Charakter
Tansel starb am 30. Oktober 1994 in Ankara. Er war ein lebensfroher, für alle hilfsbereiter Mensch. Mit dem folgenden Zitat wird er treffend charakterisiert: „Viele Fische schwammen glücklich im Meer und spielten. Plötzlich bewegte ein Flughecht unter ihnen schlug seine Flügel und flog aus dem Wasser heraus, um frische Luft zu schnappen. Sein Leben lang war er dagegen gewesen, im Wasser zu leben. Tief im Herzen hatte er den Wunsch, sein Schicksal zu überwinden, frei Luft zu schnappen und ein Vogel zu werden. Nur für einen Augenblick, solange er es aushalten konnte. Das hatte ihm genügt. Dieser Augenblick, der so schnell wie ein Blitz verging, war für ihn eine Unendlichkeit.“ (Nikos Kazantzakis: El Greco’ya Mektuplar [Rechenschaft vor El Greco], 1975, S. 518f.) Auch Dichter und Märchensammler Tansel lebte wie ein Fisch, der aus dem Wasser herausflog, um frische Luft zu schnappen und zu versuchen, seine Grenzen zu überwinden.

## Werk

### Märchen
In den Aufzeichnungen Tansels findet man auch Märchen, die er in seiner Kindheit von seiner Mutter und von Frauen aus der Umgebung hörte. Er hatte ein gutes Gedächtnis, schrieb diese Märchen viele Jahre später auf. Märchensammlung vollzog sich derzeit unter anderen Bedingungen als heute. In den 1940er Jahren hatte man in der Türkei noch kein Tonbandgerät, musste die Märchen also unmittelbar aufschreiben oder im Gedächtnis behalten. Und es war aber wichtig, „die Zunge der Gewährsleute zu lösen“ und sie zum Erzählen zu bewegen. Tansel gelang es, das uneingeschränkte Vertrauen der Gewährsleute zu gewinnen, so dass sie ihm anstandslos und ohne Abstriche ihre Märchen erzählten. Indem er selbst auch Märchen erzählte, animierte er seine Gewährsleute dazu und verhinderte so, dass ein großer Märchenschatz verlorenging.
Märchentanten und Märchenonkel haben ein gutes Gedächtnis; sie erzählen die Märchen, die sie von anderen hörten, weitererzählen, wobei sie sie stets mit neuen Motiven bereichern. Damit bringen sie – je nach den Möglichkeiten ihrer Phantasie – ihre eigenen Wünsche und Probleme zum Ausdruck. Es ist die Tatsache, dass die volkstümliche Märchentradition auf einer kreativen Erzählkunst beruht.

### Stil
Das Verdienst Tansels besteht darin, die gesammelten Märchen, nach seinem eigenen Sprachgefühl und Stil wiedergegeben zu haben. Er bediente sich dabei des reinen Türkischen und bearbeitete die Märchen in seinem Verstand und Gefühl. In diesem Sinne könnte er als Märchenerzähler in der Tradition von Hans Christian Andersen und Gebrüder Grimm angesiedelt werden. Tansel veröffentlichte sein erstes Märchenbuch Altı Kardeşler (dt. Die sechs Brüder) im Jahre 1959, es folgten weitere Bücher: 1962 Yedi Devler (dt. Die sieben Riesen), 1963 Üç Kızlar (dt. Die drei Mädchen), 1966 Mavi Gelin (dt. Die blaue Braut), 1976 Al’lı ile Fırfırı (dt. Der Schwindler und Falbel) auf. Für Al’lı ile Fırfırı erhielt er 1977 den Kinderliteraturpreis des Türkischen Sprachvereins Türk Dil Kurumu (Çocuk Yazını Ödülü). 1985 veröffentlichte er seine Märchen in zwei Bänden: Konuşan Balıkla Yalnız Kız (dt. Der sprechende Fisch und das einsame Mädchen) und Çobanla Bey Kızı (dt. Der Hirt und die Fürstentochter).
Tansels erste Gedichte mit volkstümlichen Motiven und stilistischen Figuren erschienen 1937 in den Zeitschriften Servet-i Fünun und Varlık. In diesen lyrischen Dichtungen äußerte sich seine Sensibilität, und er griff neben gesellschaftlichen Problemen auch Themen wie Liebe, Brüderlichkeit, Freiheit, Frieden und Gleichheit auf. Was sein Herz bewegt, übertrug er mit Sehnsucht und Wut in seine Gedichte. Für seinen Stil ist die Einfachheit im Ausdruck bestimmend.

### Gedichte
Tansels erster Gedichtband Savrulmayı Bekleyen Harman (dt. Das Getreide, das auf das Worfeln wartet) kam 1953 heraus, der zweite Gözünü Sevdiğim (dt. Lass dich küssen!) 1962. 1960 übertrugen Oğuz Tansel und Metin Eloğlu die Bektaschiten-Witze in Gedichtform, die 1970 unter dem Titel Bektaşi Dedikleri (dt. Wen man Bektaschi nennt) veröffentlicht wurden. Tansels letzte Gedichte, die er noch selber zum Druck vorbereitete, wurden 1999 fünf Jahre nach seinem Tod publiziert: Dağı Öpmeler (dt. Den Berg küssen).

## Publikationen (Auswahl)
Tansel veröffentlichte zahlreiche Werke.

### Märchen
- Altı Kardeşler, (dt. Die sechs Brüder), 1959
- Yedi Devler, (dt. Die sieben Riesen), 1962
- Üç Kızlar, (dt. Die drei Mädchen), 1963
- Mavi Gelin, (dt. Die blaue Braut), 1966
- Al’lı ile Fırfırı, (dt. Der Schwindler und Falbel), 1976
- Konuşan Balıkla Yalnız Kız, (dt. Der sprechende Fisch und das einsame Mädchen), 1985
- Çobanla Bey Kızı, (dt. Der Hirt und die Fürstentochter), 1985

### Gedichte
- Savrulmayı Bekleyen Harman, (dt. Das Getreide, das auf das Worfeln wartet), 1953
- Gözünü Sevdiğim, (dt. Lass dich küssen!) 1962
- Bektaşi Dedikleri, (dt. Wen man Bektaschi nennt), 1970 zusammen mit Metin Eloğlu
- Dağı Öpmeler, (dt. Den Berg küssen), 1999